# Dirección de Impuestos y Aduanas Nacionales
La  Dirección de Impuestos y Aduanas Nacionales, conocida por su sigla DIAN, es una unidad administrativa especial (UAE) de Colombia; siendo una entidad gubernamental técnica y especializada de carácter nacional que goza de personería jurídica propia, autonomía presupuestal y administrativa, adscrita al Ministerio de Hacienda y Crédito Público.
La DIAN tiene a su cargo la gestión del sistema tributario y aduana, además ejerce las funciones de policía judicial con la Policía Nacional, integrando la Dirección de Gestión Policía Fiscal y Aduanera (POLFA).

## Creación
La Dirección y Aduanas Nacionales (DIAN) se constituyó como Unidad Administrativa Especial, mediante Decreto 2117 de 1992, cuando el primero de junio del año 1993 se fusionó la Dirección de Impuestos Nacionales (DIN) con la Dirección de Aduanas Nacionales (DAN).
Mediante el Decreto 1071 de 1999 se da una nueva reestructuración y se organiza la Unidad Administrativa Especial Dirección de Impuestos y Aduanas Nacionales (DIAN).
De igual manera, el 22 de octubre de 2008, por medio del Decreto 4048 se modifica la estructura de la Unidad Administrativa Dirección de Impuestos y Aduanas Nacionales.
El 26 de abril de 2011 mediante el Decreto 1321 se modificó y adicionó el Decreto 4048 de 2008, relacionado con la estructura de la Unidad Administrativa Especial Dirección de Impuestos Aduanas y Zonas Nacionales.

### Naturaleza jurídica
La DIAN está organizada como una Unidad Administrativa Especial del orden nacional de carácter eminentemente técnico y especializado, con personería jurídica, autonomía administrativa y presupuestal y con patrimonio propio, adscrita al Ministerio de Hacienda y Crédito Público.

### Objetivo
El objetivo principal de la UAE DIAN es ayudar  la seguridad fiscal del Estado colombiano y la protección del orden público económico nacional, mediante la administración y control al debido cumplimiento de las obligaciones tributarias, aduaneras y cambiarias, y la facilitación de las operaciones de comercio exterior en condiciones de equidad, transparencia y legalidad en las aduanas extranjeras y colombianas.
En materia tributaria, la UAE DIAN administra el impuesto sobre la renta y complementarios, el impuesto sobre las ventas, el impuesto de timbre nacional y de los demás impuestos internos del orden nacional cuya competencia no esté asignada a otras entidades del Estado, así como la recaudación y el cobro de los derechos de aduana y demás impuestos al comercio exterior y de las sanciones cambiarias.
En materia aduanera y cambiaria le corresponde la administración de los Derechos de Aduana y los demás impuestos al comercio exterior, así como la dirección y administración de la gestión aduanera, incluyendo la aprehensión, decomiso o declaración en abandono de mercancías a favor de la Nación. Le corresponde además el control y vigilancia sobre el cumplimiento del régimen cambiario en materia de importación y exportación de bienes y servicios, gastos asociados a las mismas, financiación en moneda extranjera de importaciones y 
exportaciones, y su facturación y sobrefacturación de estas operaciones.
Para el desarrollo de estas tareas, la jurisdicción de la Unidad Administrativa Especial Dirección de Impuestos y Aduanas Nacionales comprende el territorio nacional de la República de Colombia, y su domicilio principal es la ciudad de Bogotá

## Nit y RUT DIAN
El Número de Identificación Tributaria, conocido también por el acrónimo NIT, es un número único colombiano que asigna la DIAN (Dirección de Impuestos y Aduanas Nacionales de Colombia) por una sola vez cuando el obligado se inscribe en el RUT (Registro Único Tributario). La conformación del NIT es de competencia de la DIAN. Recordamos que el RUT es el mecanismo único para identificar, ubicar y clasificar a los sujetos de obligaciones administradas y controladas por la DIAN.

## Directores
La siguiente es la lista de personas que han dirigido la entidad desde que se fundó en 1992:
| N.°  | Nombre                           | Inicio                | Final                 | Presidente             | Ref.   |
| ---- | -------------------------------- | --------------------- | --------------------- | ---------------------- | ------ |
| 1.°  | Pedro Nel Ospina Santamaría      | 1993                  | 1994                  | César Gaviria Trujillo | [ 4 ]  |
| 2.°  | Gilberto Buitrago Bahamón        | 1994                  | 1995                  | Ernesto Samper Pizano  | [ 5 ]  |
| 3.°  | Horacio Enrique Ayala Vela       | 18 de mayo de 1995    | 1996                  | Ernesto Samper Pizano  | [ 6 ]  |
| 4.°  | Gilberto Buitrago Bahamón        | 1996                  | 1997                  | Ernesto Samper Pizano  | [ 7 ]  |
| 5.°  | Juan Camilo Serrano Valenzuela   | 1997                  | 1997                  | Ernesto Samper Pizano  | [ 8 ]  |
| 6.°  | Gustavo Humberto Cote Peña       | 1997                  | 1998                  | Ernesto Samper Pizano  | [ 9 ]  |
| 7.°  | Fanny Kertzman                   | 1998                  | 2000                  | Andrés Pastrana Arango | [ 10 ] |
| 8.°  | Guillermo Fino Serrano           | 2000                  | 10 de julio de 2001   | Andrés Pastrana Arango | [ 11 ] |
| 9.°  | Ricardo Ramírez Acuña            | 10 de julio de 2001   | 15 de octubre de 2001 | Andrés Pastrana Arango | [ 12 ] |
| 10.° | Santiago Rojas Arroyo            | 15 de octubre de 2001 | 9 de agosto de 2002   | Andrés Pastrana Arango | [ 13 ] |
| 11.° | Mario Alejandro Aranguren Rincón | 9 de agosto de 2002   | 10 de mayo de 2005    | Álvaro Uribe Vélez     | [ 14 ] |
| 12.° | Óscar Franco Charry              | 10 de mayo de 2005    | 1 de enero de 2009    | Álvaro Uribe Vélez     | [ 14 ] |
| 13.° | Néstor Díaz Saavedra             | 1 de enero de 2009    | 8 de agosto de 2010   | Álvaro Uribe Vélez     | [ 14 ] |
| 14.° | Juan Ricardo Ortega López        | 8 de agosto de 2010   | 11 de agosto de 2011  | Juan Manuel Santos     | [ 14 ] |
| 15.° | Santiago Rojas Arroyo            | 11 de agosto de 2014  | 27 de agosto de 2018  | Juan Manuel Santos     | [ 14 ] |
| 16.° | José Andrés Romero Tarazona      | 27 de agosto de 2018  | 8 de marzo de 2021    | Iván Duque Márquez     | [ 15 ] |
| 17.° | Lisandro Junco Riveira           | 8 de marzo de 2021    | 7 de agosto de 2022   | Iván Duque Márquez     | [ 16 ] |
| 18.° | Luis Carlos Reyes Hernández      | 7 de agosto de 2022   | 23 de mayo de 2024    | Gustavo Petro          | [ 17 ] |
| 19.° | Jairo Orlando Villabona Robayo   | 23 de mayo de 2024    | 16 de enero de 2025   | Gustavo Petro          |        |